# Препараты железа
Препара́ты желе́за — группа лекарственных средств, содержащих соли или комплексы двух-трёхвалентного железа, а также их комбинации с другими препаратами. В основном используются для лечения и профилактики железодефицитной анемии. В анатомо-терапевтической классификации объединены под кодом B03A.
Комбинированные препараты, входящие в данную группу, должны содержать не менее 30 мг основного действующего вещества в пересчёте на элементарное железо, в противном случае они не могут применяться при лечении железодефицитных состояний и будут классифицироваться как витамины или общетонизирующие средства.

## Фармакология
Железо входит в состав как геминовой, так и не геминовой структуры.
- К геминовым ферментам относят: гемоглобин, миоглобин, цитохромы (в том числе и цитохром Р-450), пероксидазы, каталазы. Они участвуют в транспорте кислорода, либо в удалении перекисей, образующихся в ходе свободнорадикальных реакций.
- К негеминовым железосодержащим ферментам относят: сукцинатдегидрогеназу, ацетил-КоА-дегидрогеназу, НАДН-дегидрогеназу и другие. Указанные ферменты участвуют в дыхательной цепи, образовании креатин-фосафата и АТФ.

Недостаток железа в организме ведёт не только к снижению содержания гемоглобина в эритроцитах, но и к снижению активности ферментов дыхательной цепи с развитием гипотрофии у детей.

## Классификация
В целом данную категорию лекарственных средств можно разделить на несколько основных групп: препараты на основе солей двухвалентного и трехвалентного железа, различных комплексных соединений железа и комбинированные средства. Препараты из солей железа назначаются только перорально.

### Соли двухвалентного железа
Поглощение железа клетками слизистой оболочки ЖКТ из солевых соединений в основном происходит в двухвалентной форме, так как апоферритин в энтероцитах, препятствующий избыточному поступлению железа в организм, может связываться только с ионами Fe2+. Поэтому препараты на основе различных солей железа(II) (сульфата, фумарата, глюконата, сукцината, глутамата, лактата и т. п.) обладают большей биодоступностью и в общем случае более предпочтительны, чем препараты, содержащие соли железа(III). Кроме того, они являются наиболее дешёвыми лекарственными средствами на фоне других препаратов железа.
Несмотря на указанные преимущества, солевые препараты железа имеют и существенные недостатки, в частности, высокий уровень желудочно-кишечных побочных эффектов (около 23 %)при использовании высоких дозировок. Биодоступность солей железа(II) может снижаться при взаимодействии с различными компонентами пищи и другими лекарственными препаратами (фитинами, оксалатами, танинами, антацидами и др.), в связи с чем их назначают натощак, хотя при этом усиливается их негативное воздействие на слизистую кишечника. Любая передозировка данных препаратов легко приводит к острому отравлению (в США в период с 1986 по 1996 год было зафиксировано 100 тыс. сообщений об отравлениях детей младше 6 лет солями железа), что также несколько ограничивает их широкое использование у детей.
Рекомендуемая гематологами в России среднесуточная доза для препаратов этой группы составляет не более 200 мг в пересчёте на элементарное железо, вне зависимости от того, в каком соединении оно находится. «Научный центр акушерства и гинекологии имени В. И. Кулакова» у беременных женщин при лёгкой степени ЖДА рекомендуют использовать дозу элементарного железа 100—120 мг в сутки. Для лечения ЖДА ВОЗ рекомендует использовать 120 мг в сутки в пересчёте на элементарное железо. Ассоциация Европейских гастроэнтерологов предлагают использовать не более 100 мг элементарного железа в сутки, так как абсорбция и эффективность препаратов железа не увеличивается, когда используются более высокие дозировки.
Основными представителями препаратов из солей двухвалентного железа являются средства на основе гептагидрата сульфата железа FeSO4·7H2O (содержание элементарного железа — 20 % от массы соли). Сульфат железа хорошо растворим в воде и, как и другие водорастворимые соли, имеет сравнительно высокую биодоступность. При этом следует заметить, что сульфат железа(II) во влажной среде постепенно окисляется до сульфата железа(III), что налагает некоторые ограничения на его хранение и использование (не может применяться в виде растворов, сиропов и других жидких форм). В России зарегистрировано несколько торговых наименований лекарственных средств, содержащих сульфат железа.
Препараты на основе тетрагидрата хлорида железа FeCl2·4H2O (содержание железа 28 %), в отличие от сульфата железа, в водных растворах не окисляются, поэтому производятся в форме капель для приёма внутрь. При приёме таких препаратов следует учитывать, что растворы солей железа могут вызывать потемнение зубов, связанное с осаждением на их поверхности нерастворимого сульфида железа, образующегося при взаимодействии ионов Fe2+ c сероводородом, который может содержаться в полости рта (например, при кариесе зубов).
Фумарат железа FeC4H2O4 (содержание элементарного железа 33 % от массы соли), в отличие от предыдущих солей, менее растворим в воде, однако хорошо растворяется в разбавленных растворах кислот, таких, как желудочный сок. Поэтому препараты на основе фумарата железа более стабильны, не имеют характерного железного привкуса, не связываются с белками в верхних отделах ЖКТ, но в то же время хорошо растворяются непосредственно в желудке и поэтому по биодоступности не уступают водорастворимым солям. Фумарат железа зарегистрирован в России как лекарственное средство.

### Соли трёхвалентного железа
Препараты из солей трёхвалентного железа традиционно менее предпочтительны в сравнении с солями железа(II), так как для поглощения организмом ионы Fe3+ должны предварительно восстановиться до Fe2+, что является причиной их меньшей биодоступности. Кроме этого, соли железа(III) в верхних отделах тонкой кишки легко гидролизуются с образованием малорастворимых гидроксидов, что также снижает их усвояемость.

### Микронизированное микроинкапсулированное
Микронизация — это процесс уменьшения среднего диаметра частиц твёрдого материала для ускорения его растворения. Микронизированное железо обладает повышенной биодоступностью благодаря увеличению площади поверхности взаимодействия молекул вещества.
Микроинкапсулирование — это процесс, при котором мельчайшие частицы или капли покрываются оболочкой, образуя небольшие капсулы. Для микроинкапсуляции железа используют фосфолипиды, в частности лецитин подсолнечника. Микроинкапсулированное железо проявляет стойкость к воздействию высокой температуры и влажности в условиях, имитирующих процесс выпечки. Обладает хорошей устойчивостью к окислению и низкой утечкой железа. Железо в такой форме защищено от свободных радикалов, от действия ферментов во рту и/или желудке, при взаимодействии со щёлочными соками, солями жёлчных кислот, кишечной флорой. Что способствуют его адресной доставке.

## Применение
Препараты железа показаны при:
- железодефицитных состояниях (основное показание);
- при непереносимости коровьего молока;
- детям перенесшим острые или длительно текущие инфекционные заболевания.

Дефицит железа может быть вызван:
- недостаточным поступлением железа в организм плода (при фето-фетальной и фето-материнской трансфузии), ребёнка или взрослого человека;
- нарушением всасывания из просвета кишечника (синдром мальабсорбции, воспалительные процессы в кишечнике, на фоне приёма антибиотиков тетрациклинового ряда и других препаратов);
- острые массивные или хронические кровопотери (кровотечения, глистные инвазии, носовые геморрагии, ювенильные маточные кровотечения, длительная гематурия, нарушение правил донорства и другие);
- результат повышенного расходования железа (период интенсивного роста, инфекционные заболевания и другие).

Препараты железа значительно лучше усваиваются при их приёме вне приёма пищи и совместно с аскорбиновой кислотой (плюс 30 %), а хуже — совместно с пищей (минус 37 %, а также до или после выпитой чашки кофе (минус 54 %). При этом достаточная доза аскорбиновой кислоты — 80 мг, а большие дозы этого витамина не дают дополнительного эффекта. Например, препарат железа, принятый утром и запитый стаканом апельсинового сока отдельно от завтрака и отдельно от кофе обеспечивает всасывание приблизительно 20 дополнительных миллиграммов железа для 100 мг чистого железа в принятой дозе.

## Побочные эффекты
При приёме препаратов железа внутрь могут возникнуть диспепсические эффекты (тошнота, рвота, диарея). Степень их выраженности тем выше, чем больше остаётся невсосавшегося препарата в просвете кишечника. Хуже всего (самая низкая биодоступность) усваивается из ЖКТ трехвалентное (?) железо (всего 0,5 %), именно эти препараты чаще всего приводят к нарушению функции кишечника и их не следует применять у детей.
Избежать побочных эффектов, характерных  для приема препаратов железа, а именно: изжоги, раздражения кишечника, окрашивания слизистой оболочки и эмали зубов, позволяет приём липосомного железа.
Активируя свободнорадикальные реакции, препараты железа способны повредить клеточные мембраны (в том числе, увеличить степень гемолиза эритроцитов).
После парентерального введения препаратов железа могут возникать нежелательные эффекты: из-за увеличения концентрации свободного железа в крови происходит снижение тонуса мелких сосудов — артериол и венул — повышается их проницаемость. Наблюдают покраснение кожи лица, шеи, прилив крови к голове, грудной клетке. Дальнейшее введение препарата в этом случае противопоказано. Если введение препарата не прекращают, в дальнейшем развивается гемосидероз внутренних органов и тканей.
При передозировке принимаемого внутрь препарата железа развиваются кровавые понос и рвота. При передозировке любого препарата железа снижается периферическое сопротивление сосудов, возрастает транссудация жидкости, снижается объём циркулирующей крови. В результате падает АД, возникает тахикардия.